# Роберт Кер, 3-й граф Роксбург
Роберт Кер, 3-й граф Роксбург (англ. Robert Ker, 3rd Earl of Roxburghe; ок. 1658 — 6 мая 1682) — шотландский дворянин и государственный деятель.

## Ранняя жизнь
Старший сын Уильяма Кера, 2-го графа Роксбурга (1622—1675), и достопочтенной Джейн Кер, которая была его двоюродной сестрой. Среди его младших братьев были Уильям Кер, который служил шерифом Твиддейла, и Джон Кер (? — 1707), который позднее взял фамилию Белленден и стал 2-м лордом Белленденом из Бротона. В 1671 году после смерти Уильяма Беллендена, 1-го лорда Беллендена, сына сэра Джеймса Беллендена из Бротона, и Маргарет Кер, Джон Белленден-Кер унаследовал титул лорда Беллендена из Бротона. Его единственная сестра, леди Джин Кер, стала женой Колина Линдси, 3-го графа Балкарреса (1652—1722), известного приверженца Якова II Стюарта.
Его дедом и бабкой по отцовской линии были Джон Драммонд, 2-й граф Перт (1588—1662), и Леди Джин Кер, старшая дочь Роберта Кера, 1-го графа Роксбурга. Его старшим братом был Джеймс Драммонд, 3-й граф Перт (1713—1746). Его двоюродный брат, Джеймс Драммонд, 4-й граф Перт (1714—1747), в 1701 году получил титул герцога Перта в якобитском пэрстве . Его дедом и бабкой по материнской линии были достопочтенный Гарри Кер (? — 1642/1643) и леди Маргарет Хэй (? — 1695), единственная дочь Уильяма Хэя, 10-го графа Эрролла, и леди Энн Лайон, дочери Патрика Лайона, 1-го графа Кингхорна. После смерти деда его бабушка Маргарет снова вышла замуж за Джона Кеннеди, 6-го графа Кассилиса (? — 1668).

## Пэрство и карьера
После смерти отца в 1675 году семнадцатилетний Роберт Кер унаследовал титулы и поместья как 3-й граф Роксбург.
В 1680 году он служил членом Тайного совета Шотландии. В 1681 году он служил главным шерифом Селкерка, а также шерифом Роксбургшира и бейли Мелроуза.

## Личная жизнь
10 октября 1675 года граф Роксбург женился на леди Маргарет Хэй (1657 — 22 января 1753), старшей дочери Джона Хэя, 1-го маркиза Твиддейла (1625—1697), и леди Джин Скотт, второй дочери Уолтера Скотта, 1-го графа Баклю (? — 1633). У супругов было трое сыновей:
- Роберт Кер, 4-й граф Роксбург (ок. 1677 — 13 июля 1696), умерший холостым и бездетным.
- Джон Кер, 5-й граф Роксбург (30 апреля 1680 — 27 февраля 1741), женился на леди Мэри Сэвил, вдове Уильяма Сэвила, 2-го маркиза Галифакса, и единственном ребёнке Дэниела Финча, 7-го графа Уинчилси.
- Достопочтенный Уильям Кер (? — 7 января 1741), военный и политик, сражавшийся на континенте под командованием герцога Мальборо и присутствовавший при битве при Шерифмуре. В 1714 году он служил в опочивальне принца Уэльского и был членом Палаты общин[8].

Роберт Кер, 3-й граф Роксбург, скончался 6 мая 1682 года. Его титулы и владения унаследовал его старший сын Роберт. Поскольку Роберт умер бездетным в 1696 году, графский титул перешёл к его второму сыну, Джону Керу, который получил титулы 1-го лорда Кера из Кессфорда и Кавертауна, 1-го виконта Броксмута, 1-го графа Келсо, 1-го маркиза Боумонта и Кессфорда и 1-го герцога Роксбурга 25 апреля 1707 года.

## Титулатура
- 3-й граф Роксбург (с 2 июля 1675)
- 3-й лорд Кер из Кессфорда и Кавертауна (с 2 июля 1675)
- 3-й лорд Роксбург (с 2 июля 1675)